# Bara Udhoran
Bara Udhoran (en népalais : बारा उध्योरण) est un comité de développement villageois du Népal situé dans le district de Sarlahi. Au recensement de 2011, il comptait 5 000 habitants.